# Westland Aircraft
Westland Aircraft byl britský letecký výrobce se sídlem v Yeovilu v Somersetu. Vznikl před začátkem druhé světové války jako samostatná společnost oddělením od firmy Petters Limited, ale už od roku 1915 se zde stavěla letadla. Během války společnost vyráběla řadu celkem neúspěšných návrhů, ale jejich typ Lysander sloužil u Royal Air Force jako důležité spojovací letadlo. Po válce se společnost zaměřila na vrtulníky. Zatímco většina letadel s pevnými nosnými plochami se po několika fúzích začala v 60. letech vyrábět u společností British Aircraft Corporation a Hawker Siddeley, vrtulníkové divize firem Bristol, Fairey a Saunders-Roe (se vznášedly) byly v roce 1961 sloučeny se společností Westland a vytvořily Westland Helicopters.